# Дієго Агірре (футболіст, 1993)
Діє́го Агі́рре (ісп. Diego Ezequiel Aguirre, 11 січня 1993, Буенос-Айрес, Аргентина) — аргентинський футболіст, нападник футбольного клубу «Кануелас».

## Життєпис
Дієго Агірре народився у Буенос-Айресі. Займався футболом у академії «Нуева Чикаго». З 2011 року залучався до тренувань з основою, однак у першій команді дебютував лише у 2013 році. Того ж року на правах оренди перейшов до клубу четвертого дивізіону чемпіонату Аргентини «Депортіво Еспаньйол», де доволі швидко став одним з основних футболістів та допоміг клубу підвищитися у класі. Незважаючи на це, повернувшись до «Нуева Чикаго» Агірре жодного разу так і не з'явився на полі та вирішив остаточно залишити клуб.
13 січня 2015 року нападник уклав угоду з клубом аргентинської Прімери C «Депортіво Лаферрере». У складі нової команди Агірре провів близько року, після чого перейшов до лав «Уніон Сантьяго», що виступав у лізі Федерал Б. Втім, адаптуватися у новому клубі йому не вдалося, до того ж команда не виконала завдання на сезон, тож Дієго вирішив повернутися до Буенос-Айреса.
Новим клубом Агірре став «Депортіво Арменіо» — команда вірменської общини Буенос-Айреса, однак і тут нападник довго не затримався, перейшовши до чилійського клубу «Депортес Вальдівія».
Наприкінці серпня 2017 року уклав угоду з київським «Арсеналом».
Після цього була поїздка в Латвію на півроку, де Дієго грав за «Спартакс» із Юрмали.
В 2019 році футболіст повернувся на батьківщину, виступаючи рік за «Атлетико Сан-Мігель», а в 2021 році перейшов у «Кануелас».

## Досягнення
- Переможець першої ліги чемпіонату України (1): 2017/18
- Бронзовий призер аргентинської Прімери C (1): 2013/14